# Sphecotheres
A Sphecotheres a madarak (Aves) osztályának verébalakúak (Passeriformes) rendjébe, ezen belül a sárgarigófélék (Oriolidae) családjába tartozó nem.

## Tudnivalók
A Sphecotheres-fajok Ausztráliában, Pápua Új-Guineában és a Kis-Szunda-szigeteken találhatók meg. Korábban a nembe tartozó három fajt egyetlenegy fajként tartották számon, azonban manapság a legtöbb rendszerező elfogadja a három fajú rendszerezést. A madarak méretben, tollazatban és előfordulási területben is különböznek egymástól. A rokon Oriolus-fajokhoz képest a szóban forgó madarak nagyobb mértékben gyümölcsevők, bár ezek is néha fogyasztanak rovarokat, nektárt és magvakat. Csapatokba verődnek és laza kolóniákban költenek. A jelentős nemi kétalakúság jellemzi a Sphecotheres-fajokat: a hímek begyi és hasi részei olajzöldek, a fejük fekete, pofájukon pedig a toll nélküli bőr élénk vörös; a tojók kevésbé feltűnők, felül barnásak, alul pedig fehérek sötét csíkozással, a toll nélküli bőrük és csőrük szürkésfekete.

## Rendszerezés
A nembe az alábbi 3 faj tartozik:
- szundai fügemálinkó (Sphecotheres hypoleucus) Finsch, 1898
- Sphecotheres vieilloti Vigors & Horsfield, 1827 - korábban a zöld fügemálinkó alfajának vélték[8]
- zöld fügemálinkó (Sphecotheres viridis) Vieillot, 1816

## További információk

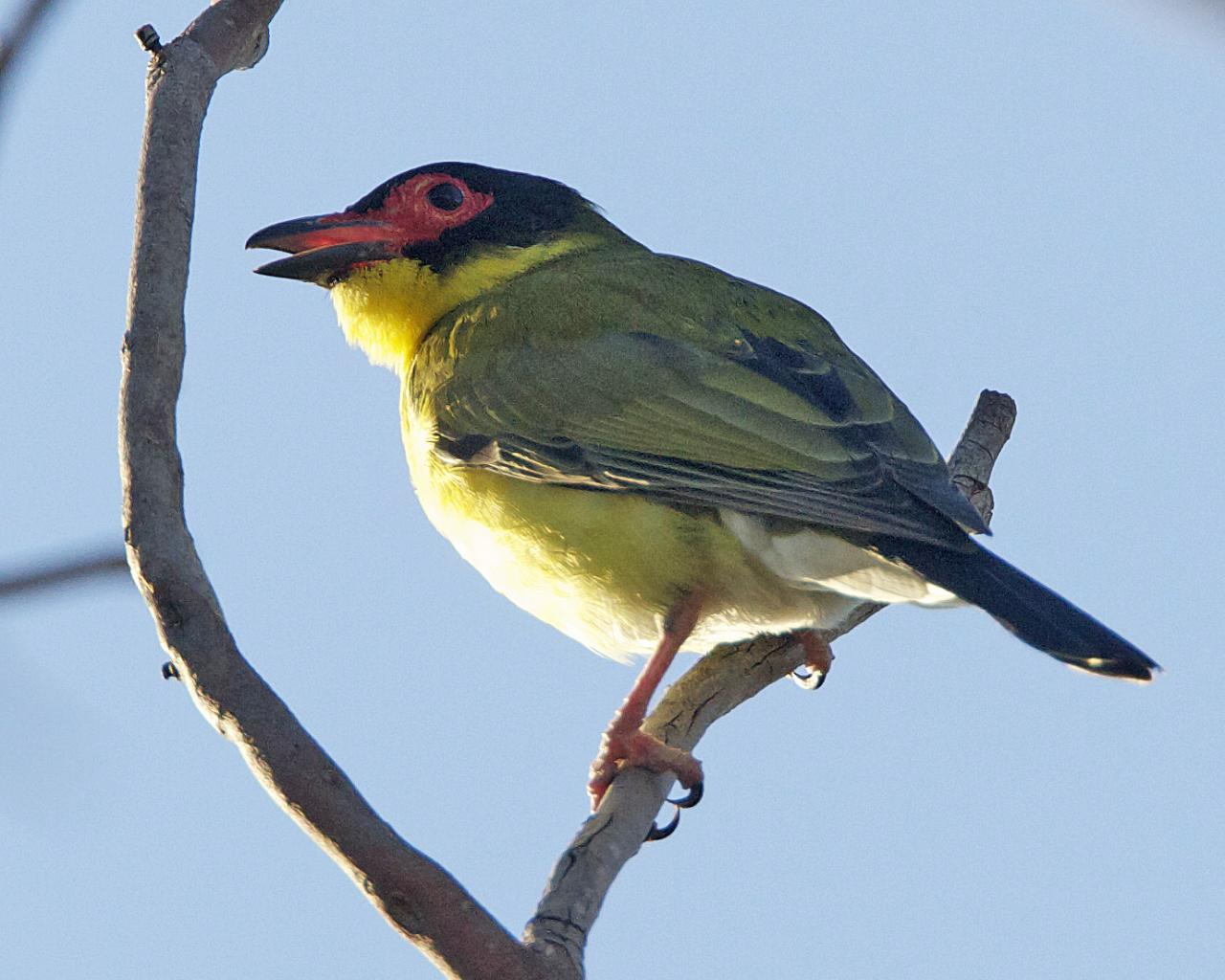
Hím Sphecotheres vieilloti

## Fordítás
- Ez a szócikk részben vagy egészben  a   Figbird című angol Wikipédia-szócikk ezen változatának fordításán alapul.  Az eredeti cikk szerkesztőit annak laptörténete sorolja fel. Ez a jelzés csupán a megfogalmazás eredetét és a szerzői jogokat jelzi, nem szolgál a cikkben szereplő információk forrásmegjelöléseként.